# 东邦学园短期大学
东邦学园短期大学（日语：／ Toho Gakuen Tankidaigaku *）是过去一所位于日本爱知县名古屋市名东区的私立短期大学。

## 概要

### 简介
- 学校最早可以追溯到于1923年[1]。短期大学为于1965年开办[1]、由学校法人东邦学园经营。招生到于2006年、停办于2008年[2]。招収只女学生从1957年[2]。

### 历史
- 1965年 东邦学园短期大学成立并同时设置商业科。
- 1987年 商业科分离为三个专攻、以下列举
  - 商业实际业务专攻[注 3]
  - 秘书专攻[注 2]
  - 经营实际业务专攻⇒改组为经营信息科于1992年。
- 2006年 招生最后、次年停止招生（正式停办于2008年[2]）。

## 学校环境
- 校区：在了爱知县名古屋市名东区[注 1]

## 历任校长
- 隅山馨：第一代短期大学校长[3]。

## 组织

### 学科
- 经营信息科

### 前学科
| - 商经科 - 商业实际业务专攻 - 秘书专攻 |

### 专科
| - 没有 |

### 业余课程
| - 没有 |

## 相关链接
- 日本短期大学列表